# Михайлівка (Березанська селищна громада)
Миха́йлівка (в минулому  — Яли-Тузли, Дерибасівка, Дмитрівка)  — село в Україні, у Березанській селищній громаді Миколаївського району Миколаївської області. Розташоване на правому березі Сосицького лиману. Населення становить 138 осіб.

## Історія
Про заселення території нинішнього села та його околиць у сиву давнину свідчать знайдені тут залишки поселень пізньої бронзи  та  черняхівської культури (поселення Михийлівка І, Михайлівка II, стоянка Михайлівка ІІІ), а також епохою енеоліту (стоянка Михайлівка IV).
Поселення Михайлівка І і Михайлівка II розташованні за 1,5 км. на північ від села на низькому правому березі Сосицького лиману, стоянка Михайлівка III розташована на північні околиці села на низькому правому березі лиману, а стоянка Михайлівка IV розташована у центральній частині села, на похилому схилі балки, яка виходить до правого берегу Сосицького лиману.
Перші офіційні згадки про населений пункт, який знаходився неподалік сучасного села Михайлівка, знайдені на польській карті, котру склав відомий італійський картограф Річчі Заноні (Rizzi Zannoni) у 1767 році. На той час ця територія належала Османській Імперії. На ній ми можемо бачити змішане ногайсько-українське поселення Яли-Тузли (тобто "Нижні Тузли", на відміну від Тузлів на березі озера-солонця) .